# Queune
Die Queune ist ein Fluss in Frankreich, der im Département Allier der Region Auvergne-Rhône-Alpes verläuft. Sie entspringt an der Gemeindegrenze von Tronget und Cressanges, entwässert in nordöstlicher Richtung durch die Landschaft Bocage Bourbonnais und mündet nach rund 29 Kilometern gegenüber von Avermes, jedoch im Gemeindegebiet von Neuvy, als linker Nebenfluss in den Allier. Beim gleichnamigen Weiler La Queune wird Wasser vom Fluss abgezweigt und etwa ein Kilometer weiter nördlich in den Ruisseau de Vallée eingeleitet.

## Orte am Fluss
- Châtillon
- Noyant-d’Allier
- Souvigny
- Coulandon